# خونریزی مثل من
«خونریزی مثل من» (به انگلیسی: Bleed Like Me) آلبومی از گروه موسیقی آلترنتیو راک گاربج است که در ۱۱ آوریل ۲۰۰۵ منتشر شد.
این آلبوم در چارت‌های آمریکا، استرالیا، والونیا، بریتانیا، فنلاند، اسکاتلند، سوئد، فرانسه، جزو ده آلبوم اول قرار گرفت.